# Districte de Moutier

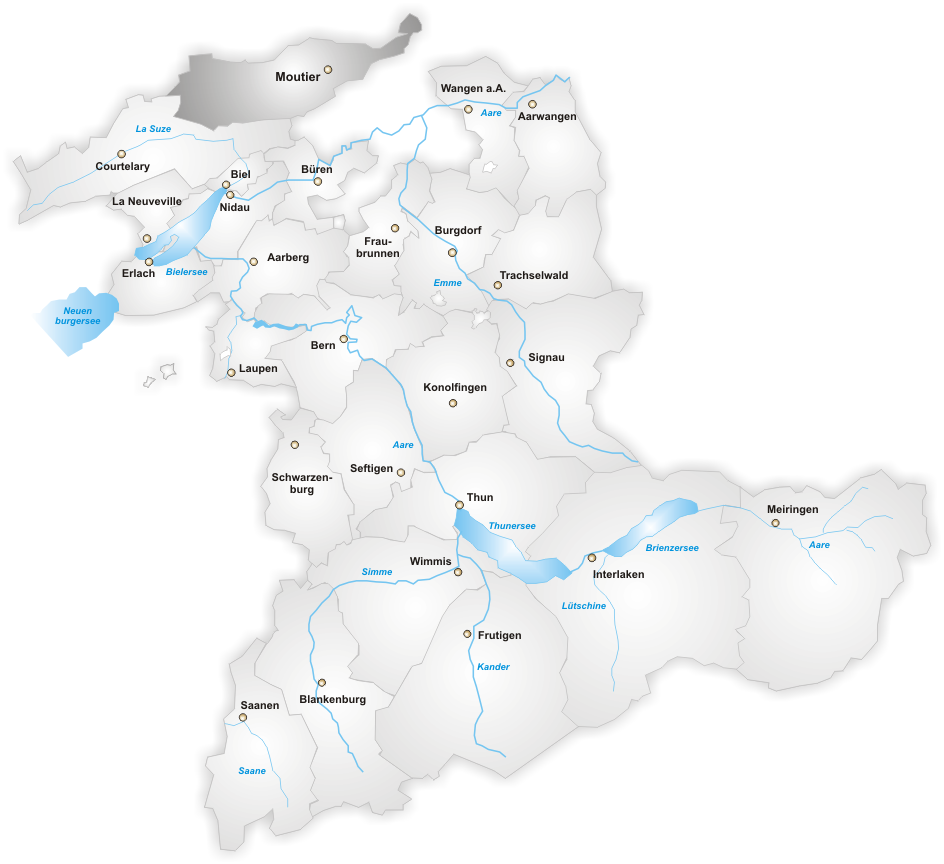
Districte de Moutier

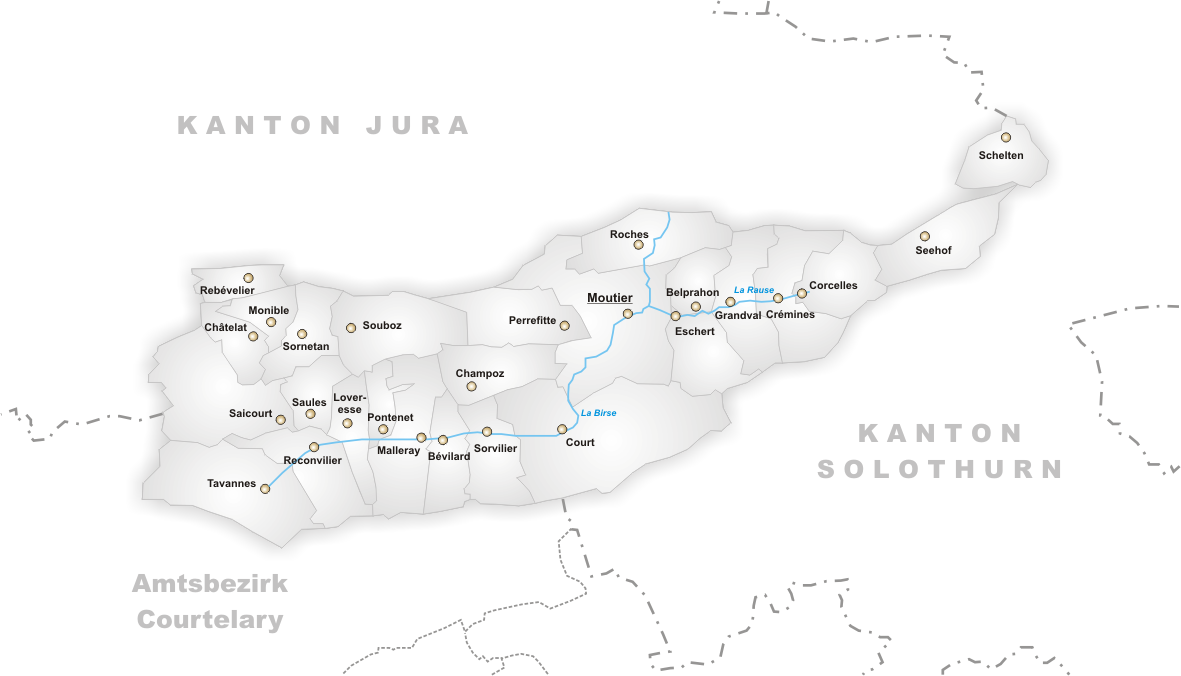
Municipis del Districte de Moutier

El Districte de Moutier és un dels 26 districtes del cantó de Berna, ubicat al nord-oest del cantó amb una superfície de 217 km². És un dels tres districtes francòfons del cantó de Berna que formen la regió del Jura bernès (Jura bernois en francès).
La capital del districte és Moutier. El districte és format actualment per 5 municipis:
| Municipis              | Població (2004) | Superfície en hectárees |
| ---------------------- | --------------- | ----------------------- |
| Belprahon              | 327             | 379                     |
| Bévilard               | 1723            | 563                     |
| Champoz                | 165             | 711                     |
| Châtelat               | 127             | 409                     |
| Corcelles BE           | 217             | 678                     |
| Court                  | 1355            | 2460                    |
| Crémines               | 534             | 935                     |
| Seehof (Elay)          | 82              | 842                     |
| Eschert                | 368             | 656                     |
| Grandval               | 345             | 821                     |
| Loveresse              | 318             | 464                     |
| Malleray               | 1897            | 1035                    |
| Monible                | 36              | 339                     |
| Moutier                | 7601            | 1953                    |
| Perrefitte             | 508             | 867                     |
| Pontenet               | 199             | 274                     |
| Rebévelier             | 49              | 352                     |
| Reconvilier            | 2342            | 823                     |
| Roches                 | 242             | 897                     |
| Saicourt               | 591             | 1375                    |
| Saules                 | 167             | 425                     |
| Schelten (La Scheulte) | 53              | 561                     |
| Sornetan               | 128             | 562                     |
| Sorvilier              | 283             | 702                     |
| Souboz                 | 122             | 1063                    |
| Tavannes               | 3319            | 1465                    |